# Le Roi singe (film, 2023)
Pour les articles homonymes, voir Le Roi singe.
Pour plus de détails, voir Fiche technique et Distribution.
Le Roi singe (美猴王, litt. « Le Roi singe ») est un film d'animation fantastique américano-chinois réalisé par Anthony Stacchi (en) et sorti en 2023 sur Netflix.
Le scénario est inspiré des premiers chapitres du roman classique Le Voyage en Occident de Wu Cheng'en, qui racontent la naissance du Roi singe jusqu'à son emprisonnement pendant 500 ans sous une montagne et sa délivrance par le moine Tang Sanzang pour l'accompagner dans son voyage.
Il est sélectionné comme film de clôture du 22e Festival du film asiatique de New York (en) où il a sa première mondiale le 30 juillet 2023. Il sort mondialement sur Netflix le 18 août 2023 et reçoit des critiques mitigées.

## Synopsis
Une nuit, un singe naît d'une pierre au sommet d'une haute montagne et dérange l'Empereur de jade. Au moment où ce dernier donne l'ordre d'éliminer le petit animal, Bouddha apparaît devant lui et reste dans sa main.
Le singe rencontre un groupe d'autres congénères, mais son caractère rebelle l'empêche de s'intégrer. L'une de ses escapades provoque la venue d'un démon redouté qui bondit de son repaire montagneux et attrape l'un des petits singes du groupe pour se nourrir. Par conséquent, le petit singe est banni. Pour prouver sa valeur au groupe, il s'entraîne pour combattre le démon. Après de nombreuses années, et alors qu'il se juge prêt, il l'affronte, mais son entraînement s'avère inefficace et un autre petit singe est enlevé. Pour acquérir une arme plus appropriée, le singe plonge dans le royaume marin du Roi-dragon, où il trouve ce dernier qui jubile devant une colonne lumineuse qu'il compte utiliser pour éradiquer toute vie à la surface. Communiquant avec la colonne, le singe la transforme en bâton de Bon-Plaisir Cerclé d'Or et s'échappe.
Avec cette arme en main, le singe retourne dans l'antre du démon, le vainc et sauve le petit. Puis il se proclame Roi des Singes, mais lorsque l'aîné de la troupe prévient que son bâton ne peut être utilisé que par les dieux, le nouveau Roi décide de tuer 100 démons, obtenant ainsi le droit d'entrer dans les Cieux et de devenir lui-même un dieu. Finalement, il arrive dans un village terrorisé par la Fille rouge. Avec le soutien d'une fille nommée Lin, le Roi singe bat la Fille rouge et Lin devient son assistante. Mais lors de la célébration de la victoire, le Roi-dragon émerge de la mer voisine pour récupérer sa précieuse arme. Après l'avoir combattu, le Roi singe quitte le village, suivi par Lin, même s'il la traite avec condescendance. Il l'ignore mais Lin est en mission pour le Roi-dragon pour l'aider à récupérer le bâton en échange du sauvetage de son village frappé par la sécheresse.
Le duo atteint un cimetière, où le Roi singe ouvre un portail vers l'enfer pour accéder aux archives des âmes et rayer son nom de son parchemin de vie et de mort, gagnant ainsi l'immortalité. Le roi Yama, souverain et juge en chef de l'enfer, les repère et les combat. Avec l'aide de Lin, le Roi singe réussit à effacer son nom, mais n'a plus d'âge. Il vole le Livre de la vie éternelle de Yama et apprend qu'il doit manger une pêche du verger de la vie éternelle pour obtenir la pleine immortalité. Le Roi-dragon guide subtilement le Roi singe et Lin vers un pêcher contenant des fruits avec un poison enivrant, mais finit accidentellement par en manger un lui-même et s'enfuir.
Après avoir réalisé que les pêches sont fausses, le Roi singe apprend dans le livre que la Wangmu, la divine Reine-mère, prépare un élixir d'immortalité pour les dieux. Lui et Lin infiltrent la pharmacie du Palais de Jade pour créer un échantillon de l'élixir. Wangmu les surprend en flagrant délit et les attaque, mais le Roi singe réussit à consommer la potion, devenant ainsi pleinement immortel. Bien que Lin ait plusieurs occasions de dérober le bâton, elle revient à plusieurs reprises pour aider le Roi singe qui démontre également que, malgré son comportement grossier, il se soucie aussi d'elle. Ils fuient tous les deux les cieux et Lin admet qu'elle aspire à faire du monde un endroit meilleur et essaie d'encourager le Roi singe à faire de même.
Lorsque le Roi singe reste distant et bruyant, Lin le trompe et livre le bâton au Roi D-dragon. Dès qu'il l'a obtenu, il revient sur son accord et s'apprête à noyer le monde dans une tempête immense, mais le Roi singe le défie et l'attaque. Réalisant son erreur, Lin incite le Roi-dragon à faire exploser le Roi singe avec des éclairs, le rendant ainsi plus fort et lui permettant de battre le Roi-dragon. Cependant, le Roi singe devient ivre de pouvoir et Bouddha se prépare à intervenir, mais Lin veut donner une autre chance au Roi singe. Agissant comme la voix de Bouddha, Lin défie le Roi singe de sauter de la main de Bouddha pour conquérir le pouvoir sur le Ciel, ou de subir une période de pénitence s'il échoue. Le Roi singe échoue et est emprisonné sous une montagne. Avant que celle-ci ne soit complètement close, Lin est autorisée à lui dire en revoir.
500 ans plus tard, c'est un Roi singe éclairé qui est libéré de sa prison par un moine, un cochon et un esprit de rivière à la demande de Bouddha. Ils l'invitent à les rejoindre dans un voyage vers l'Ouest, ce qu'il accepte volontiers.

## Fiche technique
- Titre original : 美猴王
- Titre français : Le Roi singe
- Réalisation : Anthony Stacchi (en)
- Scénario : Steve Bencich (en), Ron J. Friedman (en) et Rita Hsiao
- Montage : Pam Ziegenhagen
- Musique : Toby Chu (en)
- Production : 	Peilin Chou
- Société de production : Netflix Animation (en), Pearl Studio, Reel FX Creative Studios et Star Overseas
- Société de distribution : Netflix
- Pays de production :  États-Unis et  Chine
- Langues originales : mandarin et anglais
- Format : couleur
- Genres : animation, fantastique
- Durée : 96 minutes
- Dates de sortie : 18 août 2023 (Netflix)

## Distribution

### Voix originales
- Jimmy O. Yang : le Roi singe
  - Dee Bradley Baker : le Roi singe (bébé)
- Jolie Hoang-Rappaport : Lin
- Bowen Yang : le Roi-dragon
- Jo Koy (en) : Benbo
- Nan Li : le bâton
- Stephanie Hsu : la femme du maire
- B. D. Wong : Bouddha
- Ron Yuan (en) : Babbo
- Hoon Lee : l'Empereur de jade
- Andrew Pang : le maire
- Andrew Kishino (en) : le roi Yama
- Jodi Long : Wangmu
- James Sie : le doyen des singes[3]

### Voix françaises
- Antoine Schoumsky : le Roi singe
- Alicia Hava : Lin
- Emmanuel Curtil : le Roi-dragon
- Dédo : Benbo
- Lionel Tua : Bouddha
- Augustin Jacob : Babbo
- Bernard Gabay : l'empereur de Jade
- Serge Biavan : Yama
- Cathy Cerdà : Wangmu
- Philippe Catoire : le doyen des singes

 Source et légende : version française (VF) sur RS Doublage

## Production

### Développement
En octobre 2017, Oriental DreamWorks, aujourd'hui appelé Pearl Studio, annonce le film avec Steve Bencich (en) et Ron J. Friedman (en) au scénario, mais le projet ne se concrétise pas. Plus tard, le 20 mai 2021, le film est annoncé par Netflix, avec Peilin Chou comme producteur, Stephen Chow comme producteur exécutif, et Anthony Stacchi comme réalisateur, et Jimmy O. Yang, Bowen Yang, Jolie Hoang-Rappaport, Jo Koy (en), Ron Yuan (en), Hoon Lee, Stephanie Hsu, Andrew Pang, Andrew Kishino (en), Jodi Long, James Sie, et B. D. Wong comme comédiens de doublage,.

### Animation
Reel FX est initialement chargé de l'animation du film, mais la tâche est ensuite transférée à Tangent Animation. Cependant, le 4 août 2021, Tangent Animation ferme ses portes, et le travail sur le film est stoppé. Netflix aurait été mécontent du travail de Tangent, alors le studio de Reel FX à Montréal reprend la production.

### Musique
La bande originale du film est composée par Toby Chu (en),.

## Sortie et accueil

### Présentation en festivals et date de sortie
Le Roi singe est sélectionné comme film de clôture du 22e Festival du film asiatique de New York (en) où il a sa première mondiale le 30 juillet 2023. Il est présenté en avant-première au Festival international du film d'animation d'Annecy le 14 juin 2023.
Il sort sur Netflix le 18 août 2023.

### Critique
Sur Rotten Tomatoes, 58 % des 38 avis critiques sont positifs, avec une note moyenne de 5,5/10. Sur Metacritic, qui utilise une moyenne pondérée, le film reçoit une note de 59 sur 100, basée sur 10 critiques, indiquant des « critiques mitigées ou moyennes ».
Amy Nicholson du New York Times écrit : « Les visuels sont si frénétiques qu'ils peuvent sembler irréfléchis », « Il faut une concentration de type zen pour apprécier l'utilisation habile des angles et de l'espace par les animateurs ». Leslie Felperin du Guardian attribue au film 3 étoiles sur 5 et note : « Rebondit énergiquement et a des fioritures exceptionnellement amusantes sur les bords ». David Rooney du Hollywood Reporter décrit le film comme un « croisement culturel léger et rebondissant », et écrit : « Certains aspects du mélange interculturel fonctionnent mieux que d'autres, mais dans l'ensemble, il s'agit d'une charmante tentative de distiller une histoire vieille de plusieurs siècles dans un conte populaire original que tous les enfants peuvent apprécier ».